# Dominique Kosseyo
Dominique Kosseyo, né en 1919 près de Bria en Oubangui-Chari, mort le 9 mars 1994, est un militaire centrafricain.
Tirailleur exemplaire dans les Bataillons de marche pendant la Seconde Guerre mondiale au service de la France libre, il est Compagnon de la Libération dès 1941, chevalier de la Légion d'honneur, titulaire de la Médaille militaire et de la croix de guerre.
Il est le premier Africain titulaire de la croix de la Libération, qui lui est remise personnellement par le général de Gaulle.

## Biographie
Dominique Kosseyo est natif de Kanago, localité du district de Bria, en Oubangui-Chari, actuellement République centrafricaine. Né vraisemblablement en 1919, il est d'une famille de cultivateurs.

### Tirailleur
Kosseyo est incorporé comme tirailleur en mai 1938 à Bria au sein de la 3e compagnie du Bataillon de tirailleurs de l'Oubangui-Chari. En juin suivant, il passe à la première compagnie du même bataillon.
Le 2 septembre 1939, au début de la Seconde Guerre mondiale, il est nommé à la quatrième compagnie mixte de dépôt. Il embarque ensuite à Bangui le 11 mars 1940, faisant partie du détachement de renforts no 2 pour la métropole française, et arrive à Brazzaville où il est nommé d'abord au dépôt de la Guerre du Moyen-Congo, puis le 26 juin 1940 à la deuxième compagnie de marche.

### Combattant de la France libre

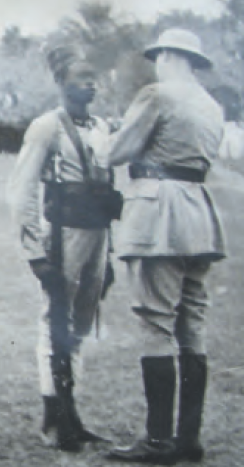
Décoré de l'ordre de la Libération par le général de Gaulle, 14 juillet 1941.

Le Tchad est la première colonie française à se rallier à la France libre du général de Gaulle, le 26 août 1940, à l'initiative de son gouverneur Félix Éboué, formant ainsi le début de l'Afrique française libre. Le Cameroun s'y rallie le lendemain, sous l'impulsion de Leclerc envoyé par de Gaulle.
Le Congo français se rallie à son tour à la France libre le 29 août 1940, Dominique Kosseyo s'y rallie aussi, le même jour. Il intègre le Bataillon de marche no 1 en septembre 1940 à sa formation.
Il participe à la campagne du Gabon, contre les troupes vichystes. Il y est blessé le 25 octobre devant Lambaréné, atteint par une balle. Une fois remis, après sa sortie de l'hôpital, il est nommé à la 2e compagnie du Bataillon du Pool de Brazzaville.
Ses mérites lui valent d'être nommé Compagnon de la Libération. Il reçoit à Brazzaville la croix de la Libération le 14 juillet 1941, des mains même du général de Gaulle,. Il est le premier Africain décoré de cet ordre prestigieux,, où très peu de combattants africains seront admis.
Nommé de nouveau au dépôt de la guerre du Moyen-Congo le 1er septembre 1941, Dominique Kosseyo passe le 28 avril 1942 à la 10e compagnie du régiment de tirailleurs du Cameroun. Sa compagnie devient le 1er janvier 1943 la 2e compagnie du Bataillon de marche no 9, envoyé à Djibouti où il parvient en avril 1943. Kosseyo y est blessé le 1er septembre 1943 en service commandé, dans un accident de camion.
Nommé en octobre 1943 à la Compagnie lourde du Bataillon de marche no 9, il est en garnison à Beyrouth jusqu'à la fin de la guerre. Il termine son service actif en décembre 1946, au bout de sept ans et trois mois de service.

### Après-guerre
Après la Seconde Guerre mondiale, Dominique Kosseyo retourne à Bria, où il est cultivateur, comme son père,.
À titre exceptionnel, il reçoit la Médaille militaire en 1947. Il est caporal de réserve.
En 1960, il déplore ne toucher aucune pension, contrairement à plusieurs de ses camarades d'armes de la même localité. Au moment de sa mort, il touche la maigre pension de 2,26 francs par jour octroyée par le gouvernement français,.
Dominique Kosseyo meurt à Bria le 9 mars 1994. C'est là qu'il est enterré.

## Décorations

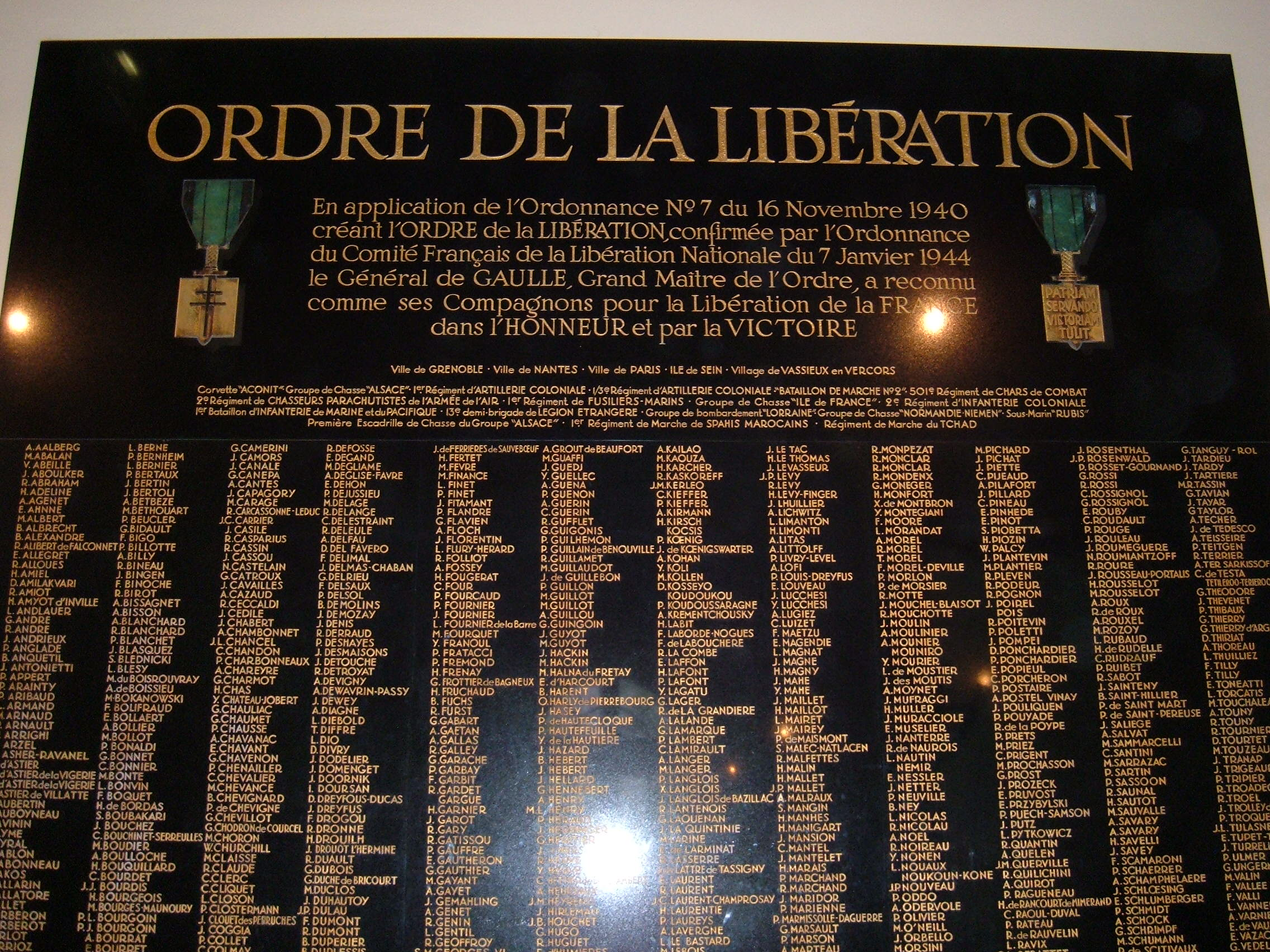
« » à la lettre K sur la plaque en hommage aux Compagnons, musée de l'Armée, Paris.

- Chevalier de la Légion d'honneur
- Compagnon de la Libération par décret du 14 juillet 1941[8]
- Médaille militaire
- Croix de guerre 1939–1945 (1 citation)
- Médaille coloniale avec agrafe « AFL » (Afrique française libre).

### Filmographie
- Les Compagnons de l'aube, 18 destins du 18 juin : Dominique Kosseyo, de Yves  Jeuland, de Établissement de communication et de production audiovisuelle de la Défense (ECPAD), Cinétévé, 2010 [présentation en ligne]